# Ava Addams
Ava Addams (ur. 16 września 1981 na Gibraltarze) – amerykańska aktorka pornograficzna. W styczniu 2023 roku została wprowadzona do alei sław „Brazzers Hall of Fame“.

## Życiorys

### Wczesne lata
Urodziła się na Gibraltarze. Jej ojciec miał pochodzenie  francuskie i włoskie, a matka – francusko-hiszpańskie. Po narodzinach przeniosła się wraz z rodzicami do Houston w stanie Teksas. 

### Kariera
W wieku osiemnastu lat zaczynała karierę jako modelka, a w 2004 roku pojawiła się w magazynie „Playboy” jako Alexia Roy. Pracowała jako modelka aż do 2008 roku, kiedy to w 2008 roku za namową innej aktorki pornograficznej – Renny Ryann, która przedstawiła ją pracodawcom studia Reality Kings, zaczęła występować w filmach pornograficznych. Po raz pierwszy wzięła udział w scenie seksu z mężczyzną w Jules Jordan Video Titty Sweat 1 (2009) z Jamesem Deenem.
Stała się znana z produkcji filmów z udziałem aktorek w typie MILF. 
W 2011 reprezentowała ją agencja LA Direct Models, poza tym współpracuje m.in. z takimi studiami jak Scoreland, Bangbros, Brazzers i Naughty America. 
Wystąpiła również w serialu Co-Ed Confidential (2009) jako dziewczyna w stroju topless oraz dwóch horrorach: Fear Girls: Volume One (2009) i Zombiefied (2012).
W 2011 magazyn „Complex” umieścił ją na 94. miejscu wśród 100 najgorętszych gwiazd porno.

## Życie prywatne
Spotykała się z Michaelem Manero. Była też związana z mistrzem kulturystyki Stevenem Niksem.
Ava Addams wygląd swoich piersi zawdzięcza naturze, ale i chirurgii plastycznej. Po urodzeniu syna w 2011, miseczka powiększyła się jej do rozmiaru D. W połowie 2012 roku przeszła zabieg powiększenia biustu do potrójnego D.
Posiada siedem tatuaży, wśród nich tytuł utworu wykonywanego przez francuską piosenkarkę Édith Piaf – La vie en rose na lewym biodrze. Na karku ma wytatuowany symbol Ankh, nad łonem – symbol czterolistnej koniczyny, a na dolnej części pleców – symbol Betty Boop wrysowany w koło. Na wewnętrznej stronie prawego nadgarstka wytatuowane ma symbole 3 gwiazd, a na wewnętrznej stronie lewego nadgarstka – symbol czerwonej czaszki ze skrzyżowanymi piszczelami. Nad prawą kostką ma wytatuowany symbol kwiatu czerwonej róży.

## Nagrody i nominacje
| Rok  | Nagroda                 | Kategoria                                                             | Film                                  | Inni wykonawcy                                                                                       | Rezultat  |
| ---- | ----------------------- | --------------------------------------------------------------------- | ------------------------------------- | --- | --------- |
| 2012 | AVN Award               | MILF/Kuguarzyca roku                                                  | –                                     | – | Nominacja |
| 2013 | AVN Award               | MILF/Kuguarzyca roku                                                  | –                                     | – | Nominacja |
| 2013 | AVN Award               | Najlepsza scena seksu grupowego                                       | Big Tits at Work 14 (2012)            | Francesca Le, Keiran Lee, Vanilla DeVille i Veronica Avluv                                           | Nominacja |
| 2013 | XBIZ Award              | Wykonawczyni MILF roku                                                | –                                     | – | Nominacja |
| 2013 | The Sex Award           | Najlepsze ciało w porno                                               | –                                     | – | Nominacja |
| 2013 | The Sex Award           | Ulubiona internetowa gwiazda porno                                    | –                                     | – | Nominacja |
| 2014 | NightMoves Award        | Najlepsza wykonawczyni MILF                                           | –                                     | – | Nominacja |
| 2014 | AVN Award               | Wykonawczyni MILF roku                                                | –                                     | – | Nominacja |
| 2014 | AVN Award               | Najlepsza scena seksu Safe                                            | Dorm Invasion 5 (2013)                | Diamond Kitty, Phoenix Marie i inni                                                                  | Nominacja |
| 2015 | NightMoves Award        | Najlepsza Kuguarzyca/ Wykonawczyni MILF                               | –                                     | – | Wygrana   |
| 2015 | AVN Award               | Wykonawczyni MILF roku                                                | –                                     | – | Nominacja |
| 2015 | XRCO Award              | Wykonawczyni MILF roku                                                | –                                     | – | Nominacja |
| 2016 | AVN Award               | Wykonawczyni MILF roku                                                | –                                     | – | Nominacja |
| 2016 | AVN Award               | Najbardziej skandaliczna scena seksu                                  | SeXXXploitation of Abigail Mac (2015) | Abigail Mac                                                                                          | Nominacja |
| 2016 | AVN Award               | Social Media Star                                                     | –                                     | – | Nominacja |
| 2016 | AVN Award               | Najgorętsza wykonawczyni MILF                                         | –                                     | – | Nominacja |
| 2016 | AVN Award               | Najlepsza scena seksu grupowego                                       | Brazzers House (2015)                 | Erik Everhard, Nikki Benz, Tommy Gunn, Toni Ribas, Ramón Nomar, Romi Rain, Phoenix Marie i Tory Lane | Nominacja |
| 2016 | XBIZ Award              | Najlepsza scena seksu w realizacji gonzo                              | Brazzers House (2015)                 | Erik Everhard, Nikki Benz, Tommy Gunn, Toni Ribas, Ramón Nomar, Romi Rain, Phoenix Marie i Tory Lane | Nominacja |
| 2016 | XBIZ Award              | Najlepsza wykonawczyni MILF                                           | –                                     | – | Nominacja |
| 2016 | XBIZ Award              | Najlepsza scena seksu                                                 | Tonight’s Girlfriend Vol. 41 (2015)   | Johnny Castle                                                                                        | Nominacja |
| 2017 | AVN Award               | Najlepsza scena seksu grupowego                                       | Ava's All In (2015)                   | James Deen, Jon Jon, Ramón Nomar, Ricky Johnson i Tommy Gunn                                         | Nominacja |
| 2017 | XBIZ Award              | Najlepsza scena seksu w realizacji gonzo                              | Ava's All In (2015)                   | Tommy Gunn, James Deen, Jon Jon i Ramón Nomar                                                        | Nominacja |
| 2019 | XRCO Award              | MILF/Kuguarzyca roku                                                  | –                                     | – | Nominacja |
| 2020 | AVN Award               | Nagroda fanów: Najgorętsza wykonawczyni MILF                          | –                                     | – | Wygrana   |
| 2020 | Nagroda portalu Pornhub | Najlepsza klatka piersiowa: Najlepsza wykonawczyni z dużymi piersiami | –                                     | – | Nominacja |
| 2020 | Nagroda portalu Pornhub | Bardzo doświadczona: Najlepsza wykonawczyni MILF                      | –                                     | – | Nominacja |
| 2021 | AVN Award               | Nagroda fanów: Najgorętsza wykonawczyni MILF                          | –                                     | – | Nominacja |